# Weberita
La weberita es un mineral de la clase de los minerales haluros. Fue descubierta en 1938 en Arsuk (Groenlandia), siendo nombrada así en honor de Theobald Weber, industrial danés.

## Características químicas
Es un fluoruro anhidro de sodio, magnesio y aluminio. Su estructura molecular es la de neso-aluminio-fluoruro en octaedros aislados.

## Formación y yacimientos
Aparece mezclado con criolita y otros fluoruros, en yacimientos de rocas pegmatitas.
Suele encontrarse asociado a otros minerales como: criolita, quiolita, jarlita, stenonita, thomsenolita, prosopita, pachnolita, ralstonita, fluorita, topacio, mica potásica, pirita o galena.